# Похищение чешских туристок в Белуджистане
Две чешские туристки, Антоние Храстецка и Хана Хумпалова, были похищены в провинции Белуджистан на юго-западе Пакистана 13 мартa 2013 года. Были освобождены в марте 2015 года при посредничестве Фонда защиты прав и свобод человека и гуманитарной помощи (IHH).

## Похищение.
Подруги Антоние Храстецка и Хана Хумпалова приехали автобусем в Пакистан из Ирана, конечная их цель была Индия. Их сопровождал сотрудник полиции. Автобус остановили вооруженные люди в 120 километрах от границы, надалеко от посёлка Нот Кунди в районе Чагхи.  Со слов водителя, похитители замахали на автобус с расстояния 500 метров. Нападавших было 8-9 человек, некоторые из них были одеты в униформу. Один имел рацию, водитель думал, что это сотрудники безопасности. У полицейского, сопровождавшего девушек, нападавшие забрали автомат АК-47, девушкам приказали выйти из автобуса и забрали у них обувь.  За освобождение туристок похитители требовали свободу Аафии Сиддики, приговоренную к 86 годам за нападения на американских следователей в Афганистане.

## Освобождение.
В марте 2015 года туристки были освобождены при участии правительства Чехии и посредничестве  Фонда защиты прав и свобод человека и гуманитарной помощи (IHH). Чехия заплатила выкуп в размере 150 млн крон.